# فرودگاه لایس فیلد
فرودگاه لایس فیلد (به انگلیسی: Lajes Field) (به زبان بومی: Base Aérea das Lajes) یک فرودگاه نظامی و غیرنظامی با کد یاتا TER است که یک باند فرود آسفالت دارد و طول باند آن ۳۳۱۳ متر است. این فرودگاه در کشور پرتغال قرار دارد و در ارتفاع ۵۵ متری از سطح دریا واقع شده است.

## شرکت‌های هواپیمایی و مقصدهای پروازی
| شرکت‌های هواپیمایی        | مقصدهای پروازی                                                                                           |
| ------------------------ | --- |
| Azores Airlines          | لوگان، لیسبون پورتلا، پیکو، فرنسیسکو جسا کارنئیرو فصلی: اوکلند، پیرسون تورنتو چارتر فصلی: مادرید-باراخاس |
| رایان‌ایر                 | لیسبون پورتلا، فرنسیسکو جسا کارنئیرو                                                                     |
| ساتا ایر آسوریس          | کوروو، فلورس (PSO), گراسیسا (PSO), هرتا (PSO), پیکو (PSO), ژان پائولو دوم (PSO), سائو گجاورخه (PSO)      |
| تاپ پرتغال               | لیسبون پورتلا                                                                                            |
| تی‌یوآی ایرلاینز نیدرلندز | فصلی: اسخیپول آمستردام                                                                                   |